# Claudio Francisci
Claudio Francisci (ur. 7 listopada 1944 roku w Rzymie) – włoski kierowca wyścigowy.

## Kariera
Francisci rozpoczął karierę w międzynarodowych wyścigach samochodowych w 1968 roku od startów we Włoskiej Formule 850, gdzie jednak nie zdobywał punktów. W tym samym roku w wyścigu Trofeo Bruno e Fofi Vigorelli był dziewiąty. W późniejszych latach Włoch pojawiał się także w stawce Włoskiej Formuły 3, Europejskiej Formuły 2, Europejskiego Pucharu Formuły Ford, Francuskiej Formuły 3, Torneio Internacional de Formule 2 do Brasil, Brytyjskiej Formuły 2, Brytyjskiej Formuły 3 BRSCC John Player, World Challenge for Endurance Drivers, Włoskiej Formuły 2000, Italian Prototype Championship, Campionato Italiano Prototipi, Italian Prototype Championship oraz Speed EuroSeries.
W Europejskiej Formule 2 Włoch startował w latach 1969, 1971-1973. Jedynie w sezonie 1972 zdobywał punkty. Z dorobkiem dwóch punktów uplasował się na czternastej pozycji w klasyfikacji generalnej.